# New Tehri
New Tehri (Hindi नई टिहरी Naī Tihrī), ehemals Tehri टिहरी, ist eine Kleinstadt im indischen Bundesstaat Uttarakhand.
Die Stadt ist Hauptstadt des Distrikts Tehri Garhwal. New Tehri hat den Status einer Nagar Palika Parishad. Die Stadt ist in 13 Wards gegliedert. Sie hatte am Stichtag der Volkszählung 2011 insgesamt 24.014 Einwohner, von denen 13.172 Männer und 10.842 Frauen waren. Hindus bilden mit einem Anteil von ca. 92 % die größte Gruppe der Bevölkerung in der Stadt gefolgt von Muslimen mit ca. 7 %. Die Alphabetisierungsrate lag 2011 bei 90,55 %.

## Geschichte
Die Altstadt von Tehri lag am Zusammenfluss von Bhagirathi und Bhilangna. Tehri war für eine Zeit die Hauptstadt des Fürstenstaates Tehri Garhwal in Britisch-Indien. Es grenzte an die Region Garhwal, und seine topografischen Merkmale sind ähnlich. Sie enthielt die Quellen des Ganges und der Yamuna, die von Tausenden von Hindu-Pilgern besucht werden. Im 18. Jahrhundert liefen die Schiffe der East India Company die damalige Hafenstadt an.
Durch den Bau des Tehri-Talsperre wurde die Altstadt von Tehri vollständig zerstört, und die Bevölkerung wurde in die neugebaute Stadt New Tehri umgesiedelt. Die Stadt ist bekannt als Ort von Protesten von Sunderlal Bahuguna und seinen Anhängern während der Chipko-Bewegung gegen den Bau der Talsperre.